# カール・ジェンキンソン
カール・ダニエル・ジェンキンソン（英: Carl Daniel Jenkinson, 1992年2月8日 - ）は、イングランド・ハーロウ出身のサッカー選手。ポジションはDF。ブロムリーFC所属。

## 経歴
2000年にチャールトン・アスレティックFCのユースチームでキャリアをスタートさせ、2010年12月、フットボールリーグトロフィーのブレントフォードFC戦でプロデビューを果たした。2011年6月8日、アーセナルFCへの完全移籍が公式発表された。同年8月16日、UEFAチャンピオンズリーグのウディネーゼ・カルチョ戦で移籍後初出場を果たした。
2015年7月14日、アーセナルと契約延長をした上で再度ウェストハム・ユナイテッドFCへのシーズンローン移籍することが公式発表された。
2019年8月7日、ノッティンガム・フォレストFCへの移籍が発表された。
2022年1月19日、メルボルン・シティFCへレンタル移籍。
2022年8月3日、ニューカッスル・ユナイテッド・ジェッツFCに完全移籍。
2024年9月27日、ブロムリーFCに加入。

## 代表歴
イングランド人の父とフィンランド人の母を持ち、イングランド代表とフィンランド代表としてプレーする資格を持っている。U-17ではイングランドでプレーしていた。U-19、U-21ではフィンランドでプレーした。
2012年11月14日のスウェーデン代表戦でイングランド代表デビューを果たした。

## タイトル
アーセナルFC
- FAカップ 2013-14, 2016-17
- FAコミュニティ・シールド 2017

メルボルン・シティFC
- Aリーグ・メン 2021-22